# Mgławica Wąż
Mgławica Wąż – ciemna mgławica w konstelacji Wężownika. Została skatalogowana przez astronoma Edwarda Barnarda w jego katalogu pod numerem Barnard 72.
Nazwa mgławica Wąż nawiązuje do jej charakterystycznego kształtu przypominającego rozciągniętą wielką literę S. Powstanie mgławicy zostało zapoczątkowane przez łączenie się chmur ciemnego pyłu międzygwiazdowego zasłaniającego światło gwiazd tła. Barnard 72 rozciąga się na średnią szerokość 4 lat świetlnych. Odległość mgławicy od Ziemi szacuje się na około 650 lat świetlnych.